# 조지 켈리 (야구인)
조지 랭 켈리(George Lange Kelly, 1895년 9월 10일~1984년 10월 13일)는 "롱 조지"(Long George), "하이 포켓츠"(High Pockets)라는 별명으로 알려진 미국의 프로 야구 선수로, 포지션은 1루수이다. 메이저 리그 베이스볼(MLB)의 뉴욕 자이언츠(1915~1917, 1919~1926)에서 가장 오래 뛰었으나, 피츠버그 파이리츠(1917), 신시내티 레즈(1927~1930), 시카고 컵스(1930), 브루클린 다저스(1932)에서도 뛰었다. 우투우타였으며, 193cm, 86kg의 신체 조건을 갖추고 있었다.
1921년과 1922년, 두 차례 월드 시리즈 우승을 경험했다. 1921년에 내셔널 리그 홈런 1위를, 1920년과 1924년에 내셔널 리그 타점 1위를 했다. 1973년에 미국 야구 명예의 전당에 헌액되었으나, 과거 팀 동료들로 구성된 베테랑 위원회를 통해 선정되어 헌액될 만한 자격이 없다는 의견도 적지 않다.

## 선수 경력
조지 켈리는 클래스 B 노스웨스턴 리그의 빅토리아 비스에서 프로 생활을 시작해 그곳에서 1914년과 1915년을 보냈다. 1915년 시즌 중에 뉴욕 자이언츠가 1,200달러(오늘날 화폐 가치로 30,699달러)에 빅토리아 구단으로부터 켈리를 영입했다. 뉴욕 자이언츠 구단은 리빌딩을 진행 중이었고, 켈리가 프레드 머클을 대체할 수 있는 선수라고 생각했다. 하지만 켈리는 메이저 리그에서의 첫 시즌인 1915년에 17경기, 이듬해인 1916년에 49경기에만 출전하며 자주 모습을 드러내지 않았다. 1917년 7월 25일, 피츠버그 파이리츠는 웨이버 공시된 켈리를 호너스 와그너의 백업으로 영입했지만 두드러지는 활약을 보지는 못했다. 피츠버그 구단은 그를 다시 웨이버 공시했고, 1917년 8월 4일 뉴욕 자이언츠가 그를 다시 영입했다. 뉴욕 자이언츠 구단은 옵션을 사용해 켈리를 클래스 AA 인터내셔널 리그의 로체스터 허슬러스에 내려 보냈고, 켈리는 남은 1917년 시즌을 그곳에서 보냈다. 1918년에는 군 복무 때문에 선수로 뛸 수 없었다. 뉴욕 자이언츠는 얼 스미스를 영입하기 위해 1919년 시즌 전에 켈리를 로체스터에 팔아넘겼다.
1919년, 1루수 할 체이스가 출장 정지 조치를 받고 있을 때, 로체스터에서 성공적인 시즌을 보내고 있던 켈리를 뉴욕 자이언츠가 다시 데려왔다. 1920년 시즌에 들어서 켈리는 주전 선수로 발돋움했고, 94타점을 올려 내셔널 리그 타점 부문 1위에 이름을 올렸다. 어시스트와 풋아웃 부문에서도 1920년과 1921년 2년 연속 내셔널 리그 1위를 했으며, 1920년 기록한 1,759개의 풋아웃은 오늘날 여전히 내셔널 리그 1위 기록으로 남아있다. 또한 4시즌 연속 100득점 이상 시즌을 만들어냈으며, 6시즌 연속으로 3할 이상의 타율을 기록했다. 1921년 시즌에는 개막전부터 8경기 연속으로 1개 이상의 안타와 타점을 기록했으며, 이 기록은 2010년 호르헤 칸투가 경신했다. 뉴욕 자이언츠는 1921년부터 1924년까지 월드 시리즈에 진출했고, 1921년과 1922년에는 우승을 차지했다. 1924년, 켈리는 여섯 경기 연속 홈런에 같은 기간 7홈런을 몰아쳤는데, 이는 그레이그 네틀스, 워커 쿠퍼, 윌리 메이스와 타이 기록이다.
폴로 그라운즈에서 필라델피아 필리스를 상대로 1924년의 정규 시즌 마지막 시리즈를 치르고 있던 뉴욕 자이언츠는 시즌 막판까지 페넌트 우승을 위해 브루클린 다저스와 경쟁 중이었다. 이때 뉴욕의 지미 오코넬이 필라델피아의 유격수 하이니 샌드에게 500달러를 주고 고의로 경기로 져줄 것을 부탁했다. 하지만 샌드는 오코넬의 제안을 거부한 뒤 이를 필라델피아의 아트 플레처 감독에게 보고했다. 결국 케네소 마운틴 랜디스 커미셔너는 오코넬과 뉴욕 자이언츠의 코치 코지 돌란에게 영구 제명 처분을 내렸다. 오코넬은 켈리를 비롯해 프랭키 프리시, 로스 영스 또한 승부조작에 가담했음을 시사했다. 하지만 랜디스 커미셔너는 켈리, 프리시, 영스 셋 모두가 어떠한 부정행위도 저지르지 않았음을 확인했다.
다음해 켈리, 샘 본을 비롯한 메이저 리그 선수들은 오코넬과 함께 프로 농구 경기에 출전하는 것에 대해 동의했다. 반면 존 헤이들러 내셔널 리그 회장은 어떤 선수라도 오코넬과 함께 뛰게 된다면 그 역시 출장 정지를 당할 수 있다고 경고했다. 뉴욕 자이언츠 구단 또한 그가 비야구 활동을 하다가 부상을 입을 것을 우려해 켈리의 이러한 합의를 반기지 않았다. 하지만 켈리는 그 당시 어떤 경기에도 출전하지 않았으며, 로스터에서도 제외되어 메이저 리그의 출장 정지 처분을 피했다.
원래 1루수였던 켈리는 1925년 시즌 프랭키 프리시가 손 부상을 당하면서 대신해 2루수 자리를 메꾸었고, 켈리의 백업이었던 빌 테리가 1루수로 출전하기 시작했다. 더 많은 출전 시간을 부여받고 싶어 트레이드를 요청했었던 테리의 등장과 팀 외야진의 개선을 원했던 존 맥그로 감독의 바람이 맞아 떨어져, 켈리는 1927년 시즌 시작 전에 에드 라우시의 맞상대로 신시내티 레즈에 트레이드되었다. 신시내티 구단은 계약 분쟁 때문에 로시를 트레이드로 보냈다. 신시내티의 1루에는 월리 핍이 버티고 있었기에, 켈리는 중견수로 출장할 것으로 예상되었다. 1929년 시즌 전에 신시내티는 핍을 방출했고, 켈리는 다시 1루수로 복귀했다.
1930년 7월 10일, 켈리는 신시내티 레즈에서 방출되었으며, 마이너 리그 구단인 클래스 AA 아메리칸 어소시에이션의 미니애폴리스 밀러스와 계약을 맺었다. 1930년 시즌 후반에 시카고 컵스는 부상을 당한 찰리 그림의 빈 자리를 메꾸기 위해 미니애폴리스로부터 켈리를 데려오고 맬 모스와 추후 지명 선수(칙 톨슨)를 보내는 트레이드를 단행했다. 다음해 2월 켈리는 시카고 컵스에서 방출되었다. 1931년 시즌에 켈리는 다시 미니애폴리스로 복귀했으며, 프리시, 루 게릭, 미키 코크런, 알 시먼스, 레프티 그로브, 래빗 매런빌 등과 함께 일본 투어에도 참여했다.
1932년 4월, 미니애폴리스는 켈리를 브루클린 다저스의 피 리지 데이의 맞상대로 트레이드시켰다. 브루클린 다저스에서 켈리는 부상을 당한 델 비저넷의 빈 자리를 대신했다. 켈리의 메이저 리그 마지막 경기는 1932년 7월 27일에 있었다. 켈리는 인터내셔널 리그로 돌아와 1932년 시즌을 저지시티 스키터스에서 마무리했고, 다음해인 1933년에 퍼시픽 코스트 리그의 오클랜드 오크스에서 뛴 후 은퇴했다.

## 평가
켈리는 통산 1,622경기에 출전해 타율 .297(5,993타수 1,778안타), 819득점, 337개의 2루타, 76개의 3루타, 148홈런, 1,020타점, 65도루, 386볼넷, 출루율 .342, 장타율 .452를 기록했다. 주 포지션인 1루수로 통산 수비율 .992를 기록했으며, 2루수와 외야수로 뛰었던 성적까지 포함하면 .991의 수비율을 기록했다. 1921년부터 1924년까지 월드 시리즈 26경기에 출전해 타율 .248(101타수 25안타), 11득점, 2개의 2루타, 1홈런, 11타점, 5볼넷을 기록했다.
1루수로 뛰어난 수비력을 갖춘 선수로 알려져 있었고, 외야에 안타시 그가 보여주었던 수비 위치 판단과 풋워크는 이후 중계 플레이에 관여하는 1루수에게 있어 정석적인 플레이가 되었다. 프리시는 켈리가 자신이 보았던 1루수 중 가장 훌륭한 선수였다고 이야기했다.
켈리는 클러치 히터로도 유명했는데, 맥그로는 중요한 상황에서 켈리만큼 가장 믿을만한 선수가 없다고 평가하기도 했다. 웨이트 호이트는 클러치 상황에서 켈리는 위험한 타자라고 이야기했다.

## 통산 기록
| 연 도      | 소 속      | 경 기 | 타 석 | 타 수 | 득 점 | 안 타 | 2 루 타 | 3 루 타 | 홈 런 | 루 타 | 타 점 | 도 루 | 도 루 자 | 희 생 번 | 희 생 플 | 볼 넷 | 고 4 | 사 구 | 삼 진 | 병 살 타 | 타 율 | 출 루 율 | 장 타 율 | O P S |
| ---------- | ---------- | ----- | ----- | ----- | ----- | ----- | ------- | ------- | ----- | ----- | ----- | ----- | -------- | -------- | -------- | ----- | ---- | ----- | ----- | -------- | ----- | -------- | -------- | ----- |
| 1915년     | NYG        | 17    | 41    | 38    | 2     | 6     | 0       | 0       | 1     | 9     | 4     | 0     | 1        | 1        |          | 1     |      | 0     | 9     |          | .158  | .179     | .237     | .416  |
| 1916년     | NYG        | 49    | 84    | 76    | 4     | 12    | 2       | 1       | 0     | 16    | 3     | 1     |          | 2        |          | 6     |      | 0     | 24    |          | .158  | .220     | .211     | .430  |
| 1917년     | NYG        | 11    | 7     | 7     | 0     | 0     | 0       | 0       | 0     | 0     | 0     | 0     |          | 0        |          | 0     |      | 0     | 3     |          | .000  | .000     | .000     | .000  |
| 1917년     | PIT        | 8     | 24    | 23    | 2     | 2     | 0       | 1       | 0     | 4     | 0     | 0     |          | 0        |          | 1     |      | 0     | 9     |          | .087  | .125     | .174     | .299  |
| '17년 합계 | PIT        | 19    | 31    | 30    | 2     | 2     | 0       | 1       | 0     | 4     | 0     | 0     |          | 0        |          | 1     |      | 0     | 12    |          | .067  | .097     | .133     | .230  |
|            |            |       |       |       |       |       |         |         |       |       |       |       |          |          |          |       |      |       |       |          |       |          |          |       |
| 1919년     | NYG        | 32    | 117   | 107   | 12    | 31    | 6       | 2       | 1     | 44    | 14    | 1     |          | 5        |          | 3     |      | 1     | 15    |          | .290  | .315     | .411     | .727  |
| 1920년     | NYG        | 155   | 651   | 590   | 69    | 157   | 22      | 11      | 11    | 234   | 94    | 6     | 16       | 14       |          | 41    |      | 6     | 92    |          | .266  | .320     | .397     | .717  |
| 1921년     | NYG        | 149   | 647   | 587   | 95    | 181   | 42      | 9       | 23    | 310   | 122   | 4     | 12       | 17       |          | 40    |      | 3     | 73    |          | .308  | .356     | .528     | .884  |
| 1922년     | NYG        | 151   | 642   | 592   | 96    | 194   | 33      | 8       | 17    | 294   | 107   | 12    | 3        | 15       |          | 30    |      | 3     | 65    |          | .328  | .363     | .497     | .860  |
| 1923년     | NYG        | 145   | 617   | 560   | 82    | 172   | 23      | 5       | 16    | 253   | 103   | 14    | 7        | 9        |          | 47    |      | 1     | 64    |          | .307  | .362     | .452     | .814  |
| 1924년     | NYG        | 144   | 627   | 571   | 91    | 185   | 37      | 9       | 21    | 303   | 136   | 7     | 2        | 13       |          | 38    | 5    | 5     | 52    |          | .324  | .371     | .531     | .902  |
| 1925년     | NYG        | 147   | 633   | 586   | 87    | 181   | 29      | 3       | 20    | 276   | 99    | 5     | 2        | 10       |          | 35    | 3    | 2     | 54    |          | .309  | .350     | .471     | .821  |
| 1926년     | NYG        | 136   | 553   | 499   | 70    | 151   | 24      | 4       | 13    | 222   | 80    | 4     | 9        | 15       |          | 36    | 0    | 2     | 52    |          | .303  | .352     | .445     | .797  |
| 1927년     | CIN        | 61    | 236   | 222   | 27    | 60    | 16      | 4       | 5     | 99    | 21    | 1     | 4        | 2        |          | 11    | 0    | 1     | 23    |          | .270  | .308     | .446     | .754  |
| 1928년     | CIN        | 116   | 449   | 402   | 46    | 119   | 33      | 7       | 3     | 175   | 58    | 2     | 2        | 17       |          | 28    | 3    | 2     | 35    |          | .296  | .345     | .435     | .780  |
| 1929년     | CIN        | 147   | 632   | 577   | 73    | 169   | 45      | 9       | 5     | 247   | 103   | 7     | 5        | 21       |          | 33    | 1    | 1     | 61    |          | .293  | .332     | .428     | .760  |
| 1930년     | CIN        | 51    | 206   | 188   | 18    | 54    | 10      | 1       | 5     | 81    | 35    | 1     | 0        | 11       |          | 7     | 0    | 0     | 20    |          | .287  | .313     | .431     | .744  |
| 1930년     | CHC        | 39    | 178   | 166   | 22    | 55    | 6       | 1       | 3     | 72    | 19    | 0     | 1        | 4        |          | 7     | 1    | 1     | 16    |          | .331  | .362     | .434     | .796  |
| '30년 합계 | CHC        | 90    | 384   | 354   | 40    | 109   | 16      | 2       | 8     | 153   | 54    | 1     | 1        | 15       |          | 14    | 1    | 1     | 36    |          | .308  | .336     | .432     | .768  |
|            |            |       |       |       |       |       |         |         |       |       |       |       |          |          |          |       |      |       |       |          |       |          |          |       |
| 1932년     | BKN        | 64    | 226   | 202   | 23    | 49    | 9       | 1       | 4     | 72    | 22    | 0     | 0        | 2        |          | 22    | 1    | 0     | 27    |          | .243  | .317     | .356     | .673  |
| 통산: 16년 | 통산: 16년 | 1622  | 6570  | 5993  | 819   | 1778  | 337     | 76      | 148   | 2711  | 1020  | 65    | 64       | 158      |          | 386   | 14   | 28    | 694   |          | .297  | .342     | .452     | .794  |

- 굵은 글씨는 시즌 최고 성적.

## 명예의 전당 헌액
그의 팔 힘은 굉장해서 외야에서 송구를 받고 중계 플레이를 하는 선수로 알맞았어요. 사실, 그의 팔 힘은 제가 생각할 수 있는 오늘날의 어떤 선수들보다 좋았어요.

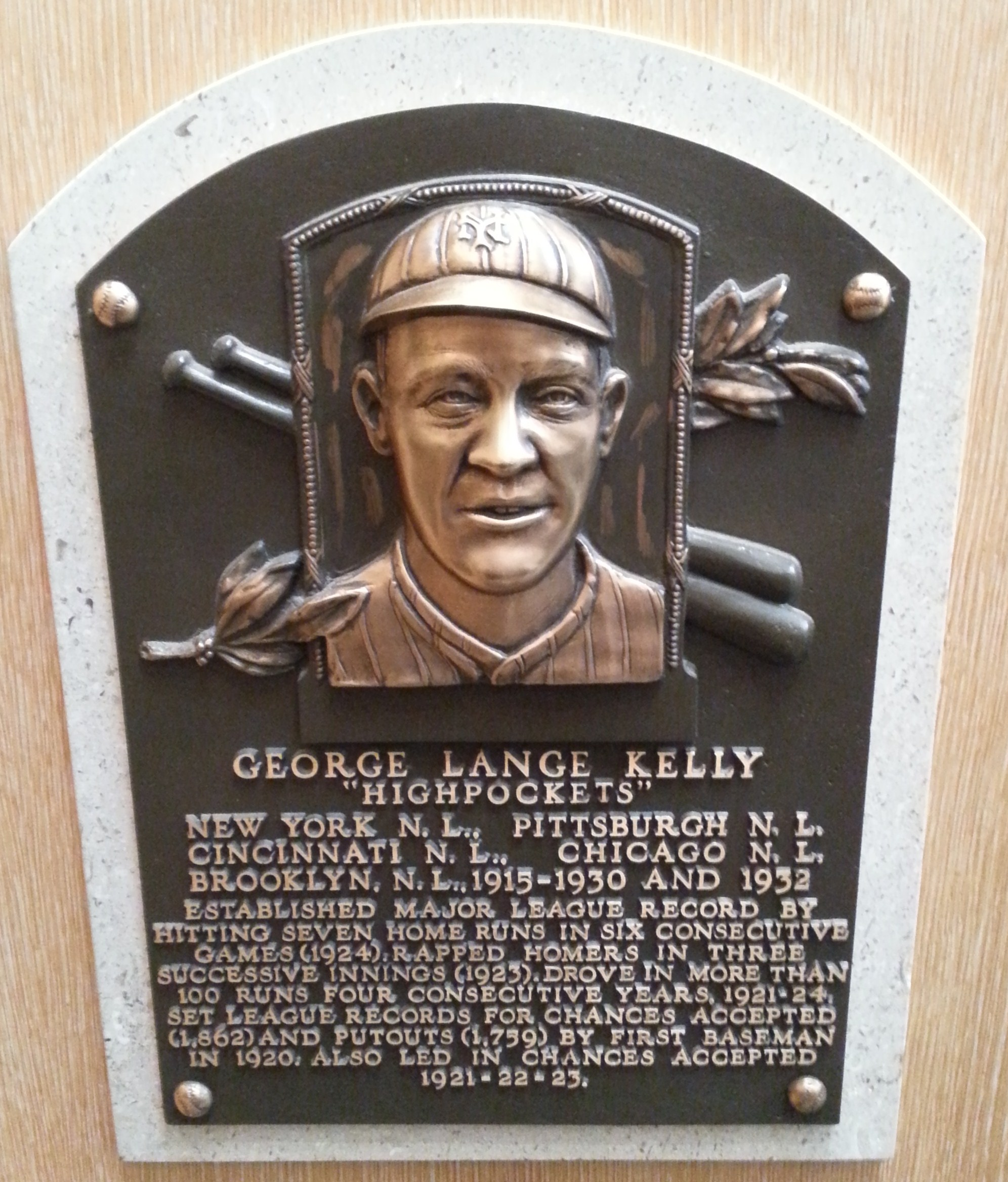
미국 야구 명예의 전당에 전시되어 있는 조지 켈리의 동판

명예의 전당에 헌액되기 위해서 후보에 오른 선수는 미국야구기자협회(BBWAA)의 투표에서 75% 이상의 득표를 하거나 베테랑 위원회의 선택을 거쳐야 한다. 켈리는 미국야구기자협회의 투표에 일곱 차례 후보로 올라왔지만, 단 한 차례도 헌액과 가까워진 적이 없었고 최대 1.9%의 득표를 얻었을 뿐이었다. 1947년 1표(0.6%), 1948년 2표(1.7%), 1949년 1표(0.7%), 1956년 2표(1%), 1958년 2표(0.8%), 1960년 5표(1.9%), 1962년 2표(0.6%)를 각각 득표했다. 미국야구기자협회의 지지를 받지 못했음에도, 켈리는 1973년 베테랑 위원회를 통해 명예의 전당에 입성했다. 켈리가 명예의 전당 헌액자로 선출되었을 당시, 미국야구기자협회의 투표에는 거의 400명에 가까운 기자들이 참여한 반면, 베테랑 위원회는 불과 12명의 전직 선수와 경영진으로만 이루어져 있었다.
켈리가 전당에 헌액될 만큼의 활약을 펼친 선수가 아니라는 이유로 그의 헌액은 논란의 대상이 되어왔다. 미국야구기자협회에 따르면, 베테랑 위원회는 헌액자를 선정하는 데 있어 충분한 숙고 과정이 없었다고 한다. 베테랑 위원회가 헌액될 선수를 선정하는 데 있어 사적인 인간관계 등이 영향을 끼친다는 주장도 있다. 그 예로 켈리가 뽑힐 당시 베테랑 위원회에는 그의 과거 팀 동료였던 빌 테리와 프랭키 프리시 또한 구성원으로 있었는데, 그들은 1970년의 제시 헤인스, 1971년의 데이브 밴크로프트와 칙 헤이피, 1972년의 로스 영스, 1974년의 짐 보텀리, 1976년의 프레디 린드스트롬이 헌액되는 데에 긍정적인 역할을 했다. 이로 인해 베테랑 위원회는 이후 몇 년간 권한이 축소되었다. 2001년, 야구 역사가 빌 제임스는 켈리를 역대 1루수 중 65위로 평가하면서 동시에 명예의 전당에 헌액된 최악의 선수라고 평했다.

## 코치 경력
켈리는 1935년부터 1937년까지 과거 팀 동료였던 척 드레센이 감독으로 있던 신시내티 레즈에서 코치를 맡았다. 1938년부터 1943년까지는 역시 과거 팀 동료였던 케이시 스텡걸의 제안으로 보스턴 브레이브스에서 코치를 맡았다. 1947년과 1948년에는 신시내티의 코칭 스태프로 되돌아왔다. 1949년에는 퍼시픽 코스트 리그의 오클랜드 오크스에서 코치를 맡았다. 1954년에는 웨스트 인터내셔널 리그 팀 웨나치 치프스의 감독을 맡았다.

## 개인사
샌프란시스코가 고향이었던 켈리는 선수로서 은퇴한 뒤에도 샌프란시스코 베이 에어리어에 속하는 캘리포니아주 밀브레에 거주했다. 켈리의 남동생 렌 켈리, 삼촌 빌 랭, 사촌 리치 차일스 또한 메이저 리그에서 뛴 선수들이었다.
켈리는 1984년 10월 5일에 뇌졸중을 겪은 뒤 10월 13일 캘리포니아주 벌링게임에 있는 페닌술라 병원에서 숨을 거두었다. 시신은 캘리포니아주 콜마에 있는 홀리 크로스 묘지에 안장되었다.

### 내용주
1. ↑  "His arm was so tremendous that he was directed to be the relay man on throws from the outfield. His arm was better, in fact, than any of today's players I can think of."

### 참조주
1. 1 2 3 4 5 6 7 8 9 10 11 12 13  “High Pockets Kelly Statistics and History”. 《Baseball-Reference.com》 (영어). 2011년 11월 4일에 확인함.
2. 1 2 3 4 5 6 7 8 9 10 11 12  Stewart, Mark. “The Baseball Biography Project: George Kelly”. 《SABR.com》 (영어). Society for American Baseball Research. 2011년 11월 3일에 확인함.
3. ↑  “High Pockets Kelly”. 《Retrosheet》. 2024년 5월 30일에 확인함.
4. 1 2 3  Booth, Clark (2010년 8월 12일). “The good news: Baseball Hall looking at electoral revamp”. 《Dorchester Reporter》 (영어). 2011년 12월 21일에 확인함.
5. 1 2 3 4  “Baseball Brouhaha Brewing”. 《The Evening Independent》 (영어). 1977년 1월 19일. 1C면. 2011년 11월 3일에 확인함.
6. 1 2  Sullivan, Tim (2002년 12월 21일). “Hall voter finds new parameters unhittable”. 《The San Diego Union Tribune》 (영어). D.1면. 2014년 2월 2일에 원본 문서에서 보존된 문서. 2011년 11월 3일에 확인함.
7. 1 2  James, Bill (2001). 《he New Bill James Historical Baseball Abstract》 (영어). Free Press. 455쪽. ISBN 0-7432-2722-0..
8. 1 2 3 4  “High Pocket Kelly Minor League Statistics & History”. 《Baseball-Reference.com》 (영어). 2011년 11월 4일에 확인함.
9. 1 2  Burns, John (1932년 8월 1일). “'High Pockets' Comes Back”. 《Rochester Evening Journal》 (영어). 2011년 11월 3일에 확인함.
10. ↑  “Giants Go High For Earl Smith”. 《The Morning Leader》 (영어). 1919년 1월 3일. 2011년 11월 3일에 확인함.
11. ↑  “Cantu runs streak to 10”. 《The Spokesman-Review》 (영어). Associated Press. 2010년 4월 16일. 2011년 11월 3일에 확인함.
12. ↑  “Mets Win, 5-2; Gooden Reaches 200 Strikeouts”. 《Schenectady Gazette》 (영어). Associated Press. 1984년 8월 23일. 2011년 11월 3일에 확인함.
13. ↑  Jordan, David M. (2002). 《Occasional Glory: The History of the Philadelphia Phillies》 (영어). Jefferson, North Carolina: McFarland & Company, Inc. 64쪽.
14. ↑  “O'Connell Scored in Baseball Report; Possible Indictment Depends on Conference Between Brothers and Judge Landis. Frisch Fully Exonerated: Assistant District Attorney Finds Nothing to Connect Him or Kelly and Young With the Case”. 《The New York Times》 (영어). 1925년 2월 5일. 2011년 11월 3일에 확인함. (구독 필요)
15. 1 2  “Cannot Play With O'Connell is Rule: Kelly and Bohne Reported With Basketball Team Along With Exiled Baseball Player”. 《The Evening Independent》. 1925년 1월 6일. 32면. 2011년 11월 3일에 확인함.
16. ↑  “Suspension of George Kelly, Giant Star, Favored by Heydler, Head of National League: O'Connell's Name Again Mentioned: Two Sign to Play With Same Basketball Team in West League to go Into Matter Carefully: Heydler Amazed At Kelly's Action--Reflection on Clean Sport, He Says Tempest Center”. 《The Hartford Courant》 (영어). Associated Press. 1925년 1월 6일. 11면. 2013년 1월 23일에 원본 문서에서 보존된 문서. 2011년 11월 3일에 확인함.(구독 필요)
17. ↑  “Kelly Can Not Play With The N.L. Bad Boy”. 《The Meridian Daily Journal》 (영어). 1925년 1월 6일. 8면. 2011년 11월 3일에 확인함.
18. ↑  Daniel, Daniel M. (1933년 9월 28일). “Terry Asked To Be Traded By Giants 8 Years Ago”. 《The Meriden Daily Journal》 (영어). 2011년 11월 3일에 확인함.
19. ↑  “George Kelly is Traded for Eddie Roush”. 《Sarasota Herald-Tribune》 (영어). Associated Press. 1927년 2월 10일. 5면. 2011년 11월 3일에 확인함.
20. 1 2  Foster, John B. (1927년 2월 18일). “Big George Kelly Slated to Play Outfield for Reds”. 《The Milwaukee Journal》 (영어). 2011년 11월 3일에 확인함.[깨진 링크(과거 내용 찾기)]
21. ↑  “The Milwaukee Sentinel - Google News Archive Search”. 《news.google.com》 (영어).[깨진 링크(과거 내용 찾기)]
22. ↑  “Stabler turns down $1 million USFL offer”. 《St. Joseph Gazette》 (영어). Associated Press. 1984년 1월 3일. 2011년 11월 3일에 확인함.
23. 1 2 3 4  “Teammates Praise New 'Famer Kelly”. 《The Evening Independent》 (영어). Associated Press. 1973년 1월 29일. 2C면. 2011년 11월 3일에 확인함.
24. ↑  Jaffe, Jay (2010년 7월 28일). “Prospectus Hit and Run: Don't Call it the Veterans' Committee”. 《Baseball Prospectus》 (영어) (Prospectus Entertainment Ventures, LLC). 2011년 11월 3일에 확인함.
25. 1 2 3 4  “Oakland Signs New Coach For Season”. 《Spokane Daily Chronicle》 (영어). Associated Press. 1948년 12월 27일. 2011년 11월 3일에 확인함.
26. ↑  “'High Pockets' Kelly dies of stroke at age 88”. 《Mohave Daily Miner》 (영어). United Press International. 1984년 10월 15일. 2011년 12월 2일에 확인함.